# Тікваніу-Маре
Тікваніу-Маре (рум. Ticvaniu Mare) — село у повіті Караш-Северін в Румунії. Входить до складу комуни Тікваніу-Маре.
Село розташоване на відстані 360 км на захід від Бухареста, 26 км на південний захід від Решиці, 75 км на південний схід від Тімішоари.

## Населення
За даними перепису населення 2002 року у селі проживала 831 особа.
Національний склад населення села:
| Національність | Кількість осіб | Відсоток |
| -------------- | -------------- | -------- |
| румуни         | 470            | 56,6%    |
| цигани         | 342            | 41,2%    |
| німці          | 8              | 1,0%     |
| угорці         | 6              | 0,7%     |

Рідною мовою назвали:
| Мова      | Кількість осіб | Відсоток |
| --------- | -------------- | -------- |
| румунська | 680            | 81,8%    |
| циганська | 135            | 16,2%    |
| угорська  | 6              | 0,7%     |
| німецька  | 5              | 0,6%     |